# إريك بيج

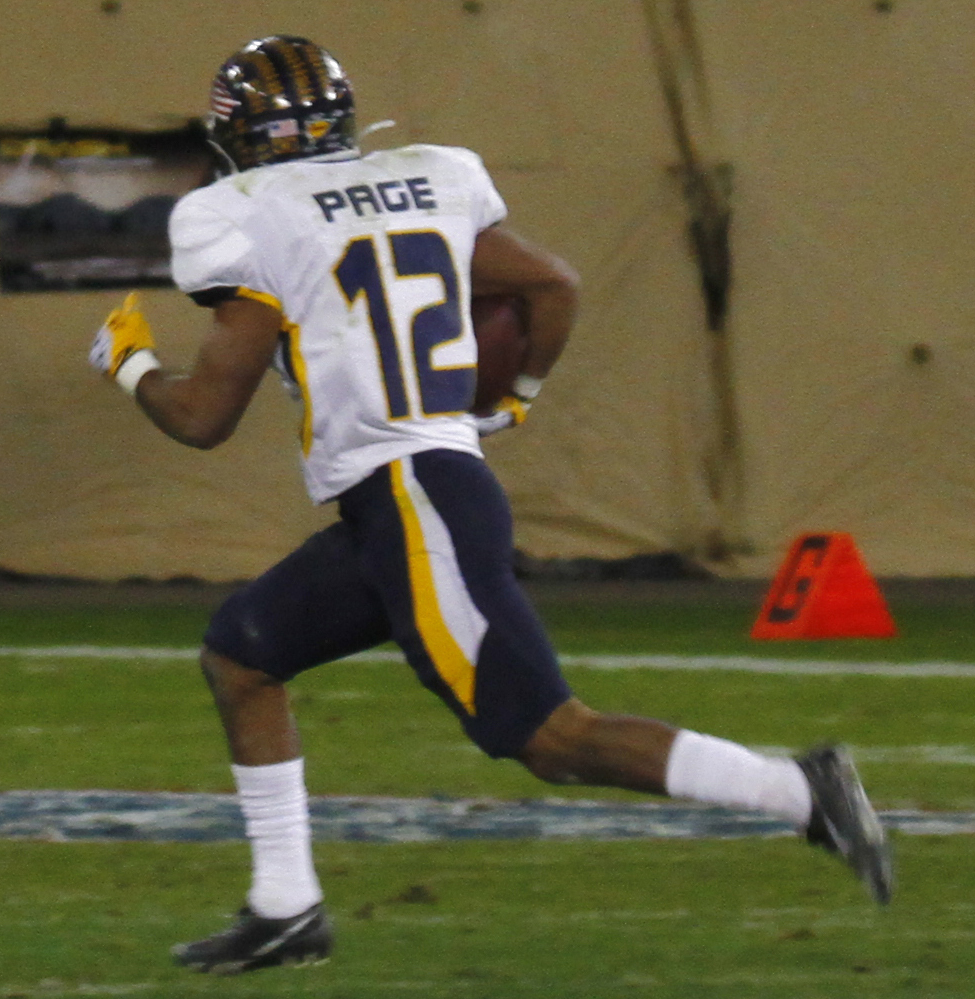
ايريك

اريك بيج (بالإنجليزية: Eric Page)‏ هو لاعب كرة قدم أمريكية أمريكي، ولد في 23 سبتمبر 1991 في توليدو في الولايات المتحدة.

## وصلات خارجية
- إريك بيج على موقع مرجع كرة القدم المحترفة.كوم (الإنجليزية)